# Reyna Reyes
Reyna René Reyes Stubblefield (Garland, Texas, Estados Unidos; 25 de octubre de 2001) es una futbolista mexico-estadounidense que juega como defensa en el FC Dallas de la Major League Soccer. Integra la Selección femenina de fútbol sub-17 de México.
Inició su carrera deportiva en la US Soccer Development Academy, para integrarse después a las fuerzas básicas del FC Dallas en 2017.

## Selección nacional
En 2018 fue convocada a la selección femenina de fútbol sub-17 de México para jugar en la Copa Mundial Femenina de Fútbol Sub-17 de 2018, en donde debutó como mundialista el 13 de noviembre de 2018 en un juego contra la selección nacional de Sudáfrica.

### Participaciones en Copas del Mundo
| Mundial                                        | Sede    | Resultado | Partidos | Goles |
| ---------------------------------------------- | ------- | --------- | -------- | ----- |
| Copa Mundial Femenina de Fútbol Sub-17 de 2018 | Uruguay | Finalista | 3        | 0     |